# 1040
| Calendário gregoriano                                                        | 1040 MXL                                               |
| Ab urbe condita                                                              | 1793                                                   |
| Calendário arménio                                                           | 489 – 490                                              |
| Calendário bahá'í                                                            | -804 – -803                                            |
| Calendário budista                                                           | 1584                                                   |
| Calendário chinês                                                            | 3736 – 3737 Início a 15 de fevereiro (aproximadamente) |
| Calendário copta                                                             | 756 – 757                                              |
| Calendário etíope                                                            | 1032 – 1033                                            |
| Calendários hindus - Vikram Samvat - Calendário nacional indiano - Cáli Iuga | 1095 – 1096 961 – 962 4140 – 4141                      |
| Calendário Holoceno                                                          | 11040                                                  |
| Calendário islâmico                                                          | 431 – 432                                              |
| Calendário judaico                                                           | 4800 – 4801                                            |
| Calendário persa                                                             | 418 – 419                                              |
| Calendário rúnico                                                            | 1290                                                   |
| Calendário solar tailandês                                                   | 1583                                                   |

1040 (MXL, na numeração romana) foi um ano bissexto do século XI do calendário juliano, da Era de Cristo, e as suas letras dominicais foram  F e E (52 semanas), teve início a uma terça-feira e terminou a uma quarta-feira.
No território que viria a ser o reino de Portugal estava em vigor a Era de César que já contava 1078 anos.
| Ano completo                          |
| ------------------------------------- |
| Ano bissexto com início à terça-feira |

## Eventos
- Canuto III da Dinamarca é coroado rei da Inglaterra com o título de Canuto II.

## Nascimentos
- Forjaz Vermuis I de Trastâmara — senhor de Trastâmara.
- Godinho Fafilaz — fundador, em 1067, do mosteiro beneditino de São Salvador, onde actualmente se encontra a Igreja de Fontarcada, no concelho de Póvoa de Lanhoso, Portugal.
- Guterre Alderete da Silva — rico-homem do Condado Portucalense, senhor da Torre de Silva e do Castelo de Alderete.
- Santa Ida da Lorena — condessa de Bolonha  (m. 1113).
- Mem Guedaz Guedeão — rico-homem da região de Chaves do Condado Portucalense  (m. 1103).
- Soeiro Guedes — cavaleiro e reedificador Mosteiro de São Bento da Várzea.
- Teodoredo Fromarigues — senhor da Maia, Portugal.
- Almutâmide — poeta e último rei abádida de Sevilha entre 1069 e 1090  (m. 1095).
- Milarepa — mestre do budismo tibetano, mágico, iogue e poeta  (m. 1123).

## Mortes
- 17 de março — rei Haroldo I de Inglaterra  (n. c. 1016).
- 14 de agosto — Rei Duncan I da Escócia  (n. 1001).
- 29 de outubro — Olderico Manfredo II, conde de Turim e marquês de Susa  (n. 992).